# Les Arts Florissants
Les Arts Florissants é um conjunto musical Barroco com sede no Teatro de Caen, França. 
Foi fundado pelo maestro William Melville Christie em 1979. Tomou o nome da ópera de Marc-Antoine Charpentier escrita em 1685. O grupo é formado por uma orquestra de câmara com instrumentos de época e um pequeno conjunto vocal. Entre os seus membros conta com a participação da soprano Danielle de Niese e do tenor Paul Agnew, que é também maestro associado. Jonathan Cohen dirige o elenco, deixando Christie com a organização e a direção artística.

## Discografia
- A Purcell companion, Henry Purcell, Arles, Harmonia Mundi, 1994
- Acis and Galatea, George Frideric Handel, Paris, Erato, 1999
- Actéon, Marc-Antoine Charpentier, Saint-Michel-de-Provence, Harmonia Mundi, 1982
- Actéon Intermède pour Le mariage forcé, Marc-Antoine Charpentier, Arles, Harmonia Mundi, 2001
- Airs de cour (1689), Michel Lambert, Arles, Harmonia Mundi, 1992
- Alcina, George Frideric Handel, Paris, Erato, 2000
- Actéon Intermède pour Le mariage forcé, Claudio Monteverdi, Saint-Michel-de-Provence, Harmonia, 1981
- Anacréon ballet en un acte, Jean-Philippe Rameau, Saint-Michel-de-Provence, Harmonia Mundi, 1982
- Antiennes "O" de l'Avent, Marc-Antoine Charpentier, Arles, Harmonia Mundi, 1993
- Atys tragédie lyrique en un prologue et cinq actes ; Dies Irae ; Petits motets ; Airs pour le clavecin,  Jean Baptiste Lully, Arles, Harmonia Mundi, 1993
- Ballo delle ingrate : livre VIII des madrigaux ; Sestina, Claudio Monteverdi, Saint-Michel-de-Provence, Harmonia Mundi, 1983
- Baroque festival vol. 1., Firenze, CD Classica, 1993
- Caecelia, virgo et martyr Filius prodigus : H. 399 ; Magnificat, H. 73, Marc-Antoine Charpentier, Arles, Harmonia Mundi, 2003
- Cantates, Louis-Nicolas Clérambault, Arles, Harmonia Mundi, 1990
- Cantates françaises d’André Campra, Arles, Harmonia Mundi, 2000
- Cantique de Moÿse ; Veni sponsa mea ; Trois fantaisies à quatre pour les violes ; Espoir de toute âme affligée ; O bone Jesu d’Étienne Moulinié, Saint-Michel-de-Provence, Harmonia Mundi, 1980
- Castor & Pollux : chœurs et danses, Jean-Philippe Rameau, Arles, Harmonia Mundi, 1999
- Chansons de la Renaissance, Arles, Harmonia Mundi, 2005
- Concerti grossi op. 6, George Frideric Handel, Arles, Harmonia Mundi, 1995
- David et Jonathas, Marc-Antoine Charpentier, Arles, Harmonia Mundi, 1998
- De Lully à Rameau, Jean Baptiste Lully, et al., Arles, Harmonia Mundi, 1996
- Descente d’Orphée aux Enfers H.488, Marc-Antoine Charpentier, Paris, Erato, 1995
- Deux Oratorios, Marc-Antoine Charpentier, Saint-Michel-de-Provence, Harmonia Mundi, 1980
- Dido & Æneas, Henry Purcell, Arles, Harmonia Mundi, 1994
- Die Entführung aus dem Serail, Wolfgang Amadeus Mozart, Paris, Erato, 1999
- Die Zauberflöte KV 620, Wolfgang Amadeus Mozart, Paris, Erato, 1996
- Divertissements, airs et concerts de Marc-Antoine Charpentier, Paris, Erato, 1999
- Grands Motets lorrains pour Louis XIV, Henry Desmarest, Paris, Erato, 2000
- Great Mass in C minor K.427, Wolfgang Amadeus Mozart, Paris, Erato, 1999
- Hippolyte et Aricie, Jean-Philippe Rameau, Paris, Erato, 1997
- Idoménée, André Campra, Arles, Harmonia Mundi, 1992
- Il Ballo delle ingrate Sestina, Claudio Monteverdi, Arles, Harmonia Mundi, 1996
- Il Combattimento di Tancredi e Clorinda, Claudio Monteverdi, Arles, Harmonia Mundi, 1997
- Il Ritorno d'Ulisse in patria, Claudio Monteverdi, [S.l.], Virgin Classics, 2003
- Il Sant'Alessio, Stefano Landi, Paris, Erato, 1996
- In nativitatem Domini canticum : un oratorio de Noël, H. 416 ; Sur la naissance de Notre Seigneur Jésus-Christ : H. 482, Marc-Antoine Charpentier, Saint-Michel-de-Provence, Harmonia Mundi, 1983
- Jefferson in Paris, Richard Robbins, New York, Angel, 1995
- Jephté, Michel Pignolet de Montéclair, Arles, Harmonia Mundi, 2002
- King Arthur, Henry Purcell, [S.l.n.d.], 1995
- La musique sacrée à travers les âges, Marc-Antoine Charpentier et al., [S.l.], Harmonia Mundi, 1998
- La reine des fées, Henry Purcell, Arles, Harmonia Mundi, 1989
- Le Cantique de Moÿse, Étienne Moulinié, Arles, Harmonia Mundii, 2004
- Le Grand Siècle français musique au temps de Louis XIV de Kenneth Gilbert, Arles, Harmonia Mundi, 1997
- Le malade imaginaire, Marc-Antoine Charpentier, Arles, Harmonia Mundi, 1990
- Le reniement de Saint Pierre ; Méditations pour la Carême, Marc-Antoine Charpentier, Saint-Michel-de-Provence, Harmonia Mundi, 1985
- Leçons de ténèbres, François Couperin, Paris, Erato, 1997
- Les antiennes "O" de l'Avent : H 36 à 43 ; Noël sur les instruments : H 534 ; In Nativitatem D.N.J.C. canticum : H 414, Marc-Antoine Charpentier, Arles, Harmonia Mundi, 1990
- Les Arts florissants : Idylle en musique ; Intermède pour le mariage forcé et la comtesse d'Escarbagnas, Marc-Antoine Charpentier, Saint-Michel de Provence, Harmonia Mundi, 1982
- Les Boréades, Jean-Philippe Rameau, Waldron, Opus Arte, 2004
- Les divertissements de Versailles, Jean-Baptiste Lully, Paris, Erato, 2002
- Les fêtes d’Hébé, Jean-Philippe Rameau, [S.l.s.n.], 1997
- Les Indes galantes, Jean-Philippe Rameau, Waldron, Opus Arte, 2005
- Le jardin des voix, William Christie, [S.l.], Virgin Classics, 2006
- Les vingt figures réthoriques [sic] d'une passion XXe festival de Saintes, Francesco Cavalli, Luigi Rossi, et al. [S.l.], K. 617, 1991
- Louis XIV Musique à Versailles au temps du Roi Soleil, [S.l.], Harmonia Mundi, 2004
- Lully, Jean Baptiste Lully, Arles, France : Harmonia Mundi, 1993
- Madrigal classique, madrigal soliste, comédie madrigalesque. L’âge d’or du madrigal, Arles, Harmonia Mundi, 1998
- Madrigaux à 5 voix, Carlo Gesualdo, prince de Venosa, Arles, Harmonia Mundi, 1988
- Madrigaux des VIIe et VIIIe livres, Claudio Monteverdi, Saint-Michel de Provence, Harmonia Mundi, 1981
- Marc-Antoine Charpentier, Marc-Antoine Charpentier, Arles, Harmonia Mundi, 2004
- Médée, Marc-Antoine Charpentier, Arles, Harmonia Mundi, 1984
- Messiah, George Frideric Handel, Arles, Harmonia Mundi, 1994
- Motets & madrigaux Il ballo delle ingrate ; Selva morale ; L'incoronazione di Poppea, Claudio Monteverdi, Arles, Harmonia Mundi, 1992
- Motets, Guillaume Bouzignac, [S.l.n.d], 1993
- Mozart, Entfuhrung aus dem Serail, Schäfer, Petibon, Christie, Wolfgang Amadeus Mozart, [S.l.n.d], 1999
- Musique de ballet 1979-1999 : 20e anniversaire Les Arts Florissants, Jean-Philippe Rameau, Marc-Antoine Charpentier, Paris, Erato, 1999
- Opera's first master The musical dramas of Claudio Monteverdi, Claudio Monteverdi, Pompton Plains, Amadeus Press, 2006Jean-Baptiste Lully (1632–1687)
A produção de 1986 de Atys ópera por Les Arts Florissants trouxeram a atenção internacional. A ópera foi posteriormente gravada para a Harmonia Mundi, em 1993

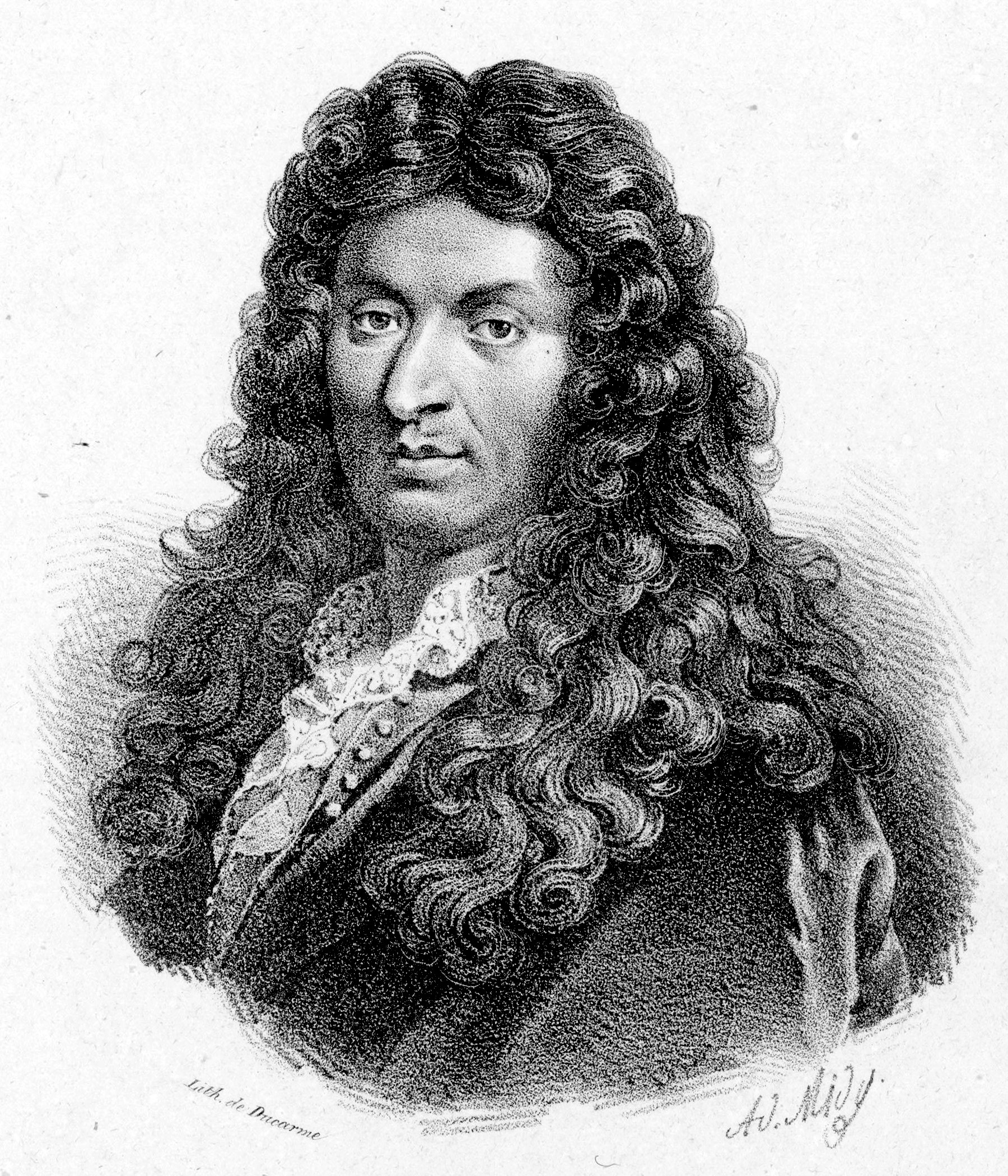
Jean-Baptiste Lully (1632–1687)
A produção de 1986 de Atys ópera por Les Arts Florissants trouxeram a atenção internacional. A ópera foi posteriormente gravada para a Harmonia Mundi, em 1993

- Oratorio per la Settimana Santa ; Un peccator pentito, Luigi Rossi, Arles, Harmonia Mundi, 1989
- Orfeo, Luigi Rossi, Arles, Harmonia Mundi, 1991
- Pastorale sur la naissance de N.S. Jesus-Christ, H. 483 ; Magnificat à 3 voix, H. 73, Marc-Antoine Charpentier, Saint-Michel de Provence, Harmonia Mundi, 1981
- Petits motets, Michel-Richard Delalande, Arles, Harmonia Mundi, 1997
- Pièces de clavecin (1724) Les Indes galantes: suite d'orchestre ; Anacréon : ballet en un acte, scène 5 ; In convertendo, grand motet, Jean-Philippe Rameau, Arles, Harmonia Mundi, 1992
- Pierre Philosophale, Marc-Antoine Charpentier, Paris, Erato, 1999
- Pygmalion ; Nélée et Myrthis, Jean-Philippe Rameau, Arles, Harmonia Mundi, 1992
- Rameau, Jean-Philippe Rameau, Arles, Harmonia Mundi Plus, 1992
- Reniement de Saint-Pierre, Marc-Antoine Charpentier, [S.l.s.n.], 1985
- Requiem : KV. 626 Ave verum corpus : KV 618 Introitus, Kyrie, Dies irae (excerpts), Wolfgang Amadeus Mozart, Paris, Erato, 1995
- Selva morale e spirituale , Claudio Monteverdi, Arles, Harmonia Mundi, 2003
- Soleil musiques au siècle de Louis XIV, Paris, Erato, 1999
- Te Deum ; motets, Guillaume Bouzignac, Arles, Harmonia Mundi, 1993
- Te Deum ; Super flumina Babilonis ; Confitebor tibi Domine, Michel-Richard Delalande, Arles, Harmonia Mundi, 1991
- Te Deum, Marc-Antoine Charpentier, Arles, Harmonia Mundi, 1997
- Theodora, George Frideric Handel, Paris, Erato, 2003
- Un Oratorio de Noël ; In nativitatem Domini canticum, H. 416 ; Sur la naissance de Notre Seigneur Jésus Christ H. 482 de Marc Antoine Charpentier, Saint-Michel-de-Provence, Harmonia Mundi, 1983
- Voyage en Italie : deux siècles de musique à Rome, Venise, Ferrare, 1550-1750, Arles, Harmonia Mundi, 1998
- Zoroastre, Jean-Philippe Rameau, Paris, Erato, 2002